# Coptophyllum vanleeuwenii
Coptophyllum vanleeuwenii là một loài thực vật có hoa trong họ Thiến thảo. Loài này được (Bremek.) A.P.Davis mô tả khoa học đầu tiên năm 2008.